# 린스윈드

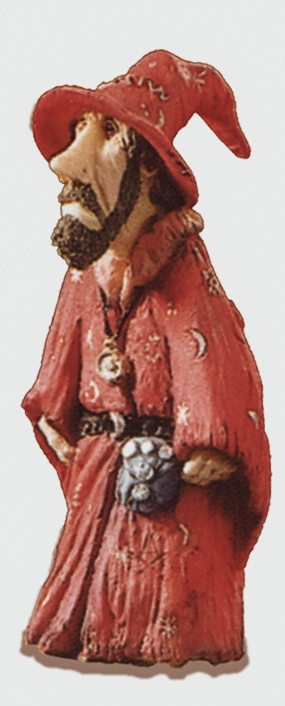

마법싸 린스윈드(Rincewind the Wizzard)는 '디스크월드' 시리즈에 등장하는 인물로, 이 중 몇 개에서 주인공으로 등장했다.
린스윈드는 앙크-모포크의 마법사 양성 학교인 보이지 않는 대학의 낙제생이며, 동료 마법사들에게서 "마법적으로 0과 동등하다."고 비웃음당한다. 그는 시간날 때마다 여러 가지 이유로 자기를 죽이러 달려드는 사람들을 피해다니는 것을 일상으로 하고 있다. 그가 마법사의 혼을 타고났지만, 달리기 선수의 몸을 타고난 덕으로 그는 매일 매일을 그렇게 살면서도 아직 죽지 않았다. 마법싸(Wizzard) 라고, 철자가 틀리게 쓰여진 모자를 가지고 다니며, 운이 좋아 어쩌다 한번 성공하는 게 아닌 이상 거의 마법을 쓰지 못하지만, 자신이 마법사임을 항상 자각하고, 드러내려고 한다. 더불어, 린스윈드는 사소한 문제를 거대한 재난으로 바꾸어 해결하는 것으로 정평이 났다.

## 린스윈드의 직책
린스윈드는 보이지 않는 대학에서 다음과 같은 직책을 가지고 있다; 어떤 것은 아무도 그 직함을 원하지 않아서 준 것이고, 어떤 것은 린스윈드가 너무 많이 사고를 치고 다니기 때문에, 그를 바쁘게 해서 이를 막아보기 위해 준 것이다.
- 끔찍하고 이상한 지리학의 지독한 교수
- 보물찾기 실험 석좌교수
- 마법에 대한 일반 대중의 오해 의 석좌교수
- 가상인류학 교수
- 정확한 근사이론 강사
- 사서의 조수
- 건강안전부장

이 직책들은 정년보장이 되지만, 아무 월급, 경력, 의결권도 주지 않는다는 조건이 붙었다. 대신, 매일 끼니와 빨래, 하루 최대 8통의 석탄 배급을 보장받는다는 조건이 같이 있다.